# Maccabi World Union
Le Maccabi World Union est une association sportive omnisports juive internationale couvrant cinq continents et plus de 50 pays, avec quelque 400 000 membres. Créée en 1921, elle organise les Maccabiades, des rencontres sportives juives internationales.
L'organisation comprend six confédérations: Maccabi Israël, la confédération européenne Maccabi, la confédération Maccabi Amérique du Nord, la confédération Maccabi Amérique latine, Maccabi Afrique du Sud et Maccabi Australie.

## Histoire

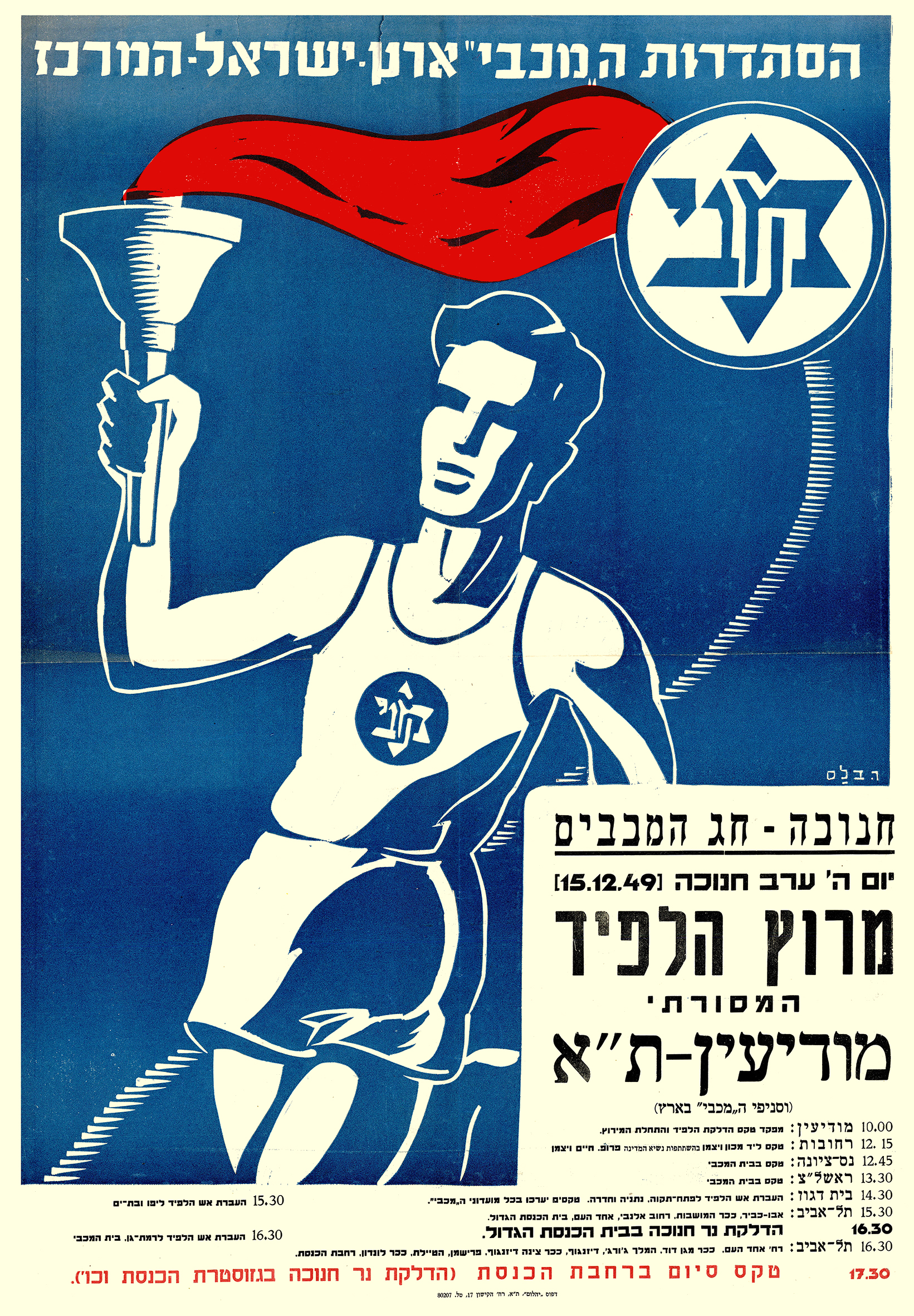
Publicité pour le célèbre "Torch Trail" organisé par le mouvement Maccabi Hatzair en 1949

Le Maccabi World Union a été créée lors du 12e congrès juif mondial à Karlovy Vary en Tchécoslovaquie en 1921. Il a alors été décidé par le secrétariat des dirigeants sportifs juifs de former une organisation regroupant toutes les associations sportives juives. 
Ses objectifs ont été définis afin de «favoriser l'éducation physique, la croyance en l'héritage juif et la nation juive, et travailler activement pour la reconstruction de notre propre pays et pour la préservation de notre peuple». En 1960, le Comité International Olympique a officiellement reconnu le Maccabi comme une "Organisation de Statut Olympique".

## Clubs du Maccabi
| Club                             | Pays       | Ville                 | Sport              |
| -------------------------------- | ---------- | --------------------- | ------------------ |
| Asociación Hebraica y Macabi     | Uruguay    | Montevideo            | Basketball         |
| Brady Maccabi                    | Angleterre | Londres               | Football           |
| Maccabi GB                       | Angleterre |                       | Cricket & Football |
| Maccabi London                   | Angleterre | Londres               | Cricket & Football |
| Club Israelita Macabi de Mendoza | Argentine  | Mendoza               | Basketball         |
| IK Makkabi Stockholm             | Suède      | Stockholm             | Football           |
| Juda Makabi                      | Serbie     | Novi Sad              | Football           |
| KSC Maccabi Antwerp              | Belgique   | Anvers                | Football           |
| Maccabi BBC Antwerp              | Belgique   | Anvers                | Basketball         |
| Lithuanian Sports Club Makabi    | Lituanie   | Vilnius               | Omnisports         |
| London Maccabi Lions             | Angleterre | Londres               | Football           |
| Maccabi Ahi Nazareth             | Israël     | Nazareth              | Football           |
| Maccabi Ashdod                   | Israël     | Ashdod                | Basketball         |
| Maccabi Ironi Ashdod             | Israël     | Ashdod                | Football           |
| Maccabi Beer-Sheva               | Israël     | Beer-Sheva            | Football           |
| Maccabi Bucarest                 | Roumanie   | Bucarest              | Football           |
| Maccabi Cernauţi                 | Roumanie   | Tchernivtsi           | Football           |
| Maccabi Budapest                 | Hongrie    | Budapest              | Football           |
| Maccabi Brinkford Tbilisi        | Géorgie    | Tbilisi               | Basketball         |
| Maccabi Haïfa                    | Israël     | Haïfa                 | Omnisports         |
| Maccabi Herzliya                 | Israël     | Herzliya              | Football           |
| Maccabi Ironi Tirat HaCarmel     | Israël     | Tirat Carmel          | Football           |
| Maccabi Jaffa                    | Israël     | Jaffa                 | Football           |
| Maccabi Jérusalem                | Israël     | Jérusalem             | Football           |
| Maccabi Kiryat Gat               | Israël     | Kiryat Gat            | Football           |
| Maccabi Los Angeles              | États-Unis | Los Angeles           | Football           |
| Maccabi Lyon-Villeurbanne        | France     | Lyon                  | Football           |
| Maccabi Melbourne                | Australie  | Melbourne             | Football           |
| Maccabi Moscou                   | Russie     | Moscou                | Football           |
| Maccabi Netanya                  | Israël     | Netanya               | Football           |
| Macabi Noar                      | Argentine  | Córdoba               | Omnisports         |
| Maccabi Paris métropole          | France     | Paris                 | Football           |
| Maccabi Petah Tikva              | Israël     | Petah Tikva           | Football           |
| Maccabi Rugby                    | Australie  | Sydney                | Rugby à XV         |
| Maccabi Riga                     | Lettonie   | Riga                  | Football           |
| Maccabi Rishon LeZion            | Israel     | Rishon LeZion         | Omnisports         |
| Maccabi Sha'arayim               | Israël     | Rehovot               | Football           |
| Maccabi Tel Aviv                 | Israël     | Tel Aviv              | Omnisports         |
| Maccabi Istanbul                 | Turquie    | Istanbul              | Omnisports         |
| Maccabi Toronto                  | Canada     | Toronto               | Omnisports         |
| Maccabi Thessaloniki             | Grèce      | Thessalonique         | Omnisports         |
| Maccabi Athens                   | Grèce      | Athènes               | Omnisports         |
| Maccabi Yavne                    | Israël     | Yavne                 | Football           |
| Makkabi Brno                     | Tchéquie   | Brno                  | Football           |
| Makkabi Frankfurt                | Allemagne  | Francfort-sur-le-Main | Omnisports         |
| Makkabi Helsinki                 | Finlande   | Helsinki              | Omnisports         |
| Makkabi München                  | Allemagne  | Munich                | Omnisports         |
| Sport Club Maccabi Bruxelles     | Belgique   | Bruxelles             | Omnisports         |
| Sport Club Maccabi Wien          | Autriche   | Vienne                | Football           |
| Organización Hebrea Macabi       | Argentine  | Buenos Aires          | Football           |
| TuS Maccabi e.V. Düsseldorf      | Allemagne  | Düsseldorf            | Football           |
| TuS Makkabi Berlin               | Allemagne  | Berlin                | Football           |
| ZGiSK Makabi                     | Croatie    | n/a                   | Football           |